# ボサノバ (福島邦子の曲)
「ボサノバ」は、シンガーソングライターの福島邦子の曲。1979年にオリジナルのシングルをリリースした。2年後の1981年12月21日に、研ナオコがカバー・シングルとしてリリースした。

## 収録曲
- 両楽曲共に、作詞・作曲：福島邦子／編曲：鈴木茂

1. ボサノバ（3分42秒）
2. 長い夜（3分56秒）

## 研ナオコによるカバー
研ナオコによるカバー・シングルは、1981年12月21日にキャニオン・レコードから発売された。
シングル・リリースから10日後の『第32回NHK紅白歌合戦』に、同曲で4年連続、通算5回目の出場を果たした。
「秋止符」は1979年に、横山みゆき・アリスらがシングル発売したカバー曲である。

### シングル収録曲
- 両楽曲共に、編曲：若草恵

1. ボサノバ（4分00秒）
作詞・作曲：福島邦子
2. 秋止符（4分31秒）
作詞：谷村新司／作曲：堀内孝雄